# ADN nucléaire

Schéma d'une cellule animale.
- 2 : noyau
- 9 : mitochondries.

L'ADN nucléaire est l'ADN localisé dans le noyau des cellules eucaryotes sous forme de chromosomes. Il est hérité pour moitié du père et pour l'autre moitié de la mère. Il détermine le sexe des individus, puisqu'il contient les chromosomes sexuels.

## Principales caractéristiques
Dans l'espèce humaine, comme chez les autres animaux, l'ADN nucléaire se distingue de l'ADN mitochondrial, qui se trouve dans les mitochondries et se caractérise par une transmission quasi exclusivement maternelle. Un troisième type, rencontré chez les organismes photosynthétiques est l'ADN chloroplastique.
Chez les organismes diploïdes, l'ADN nucléaire n'est présent qu'en 2 exemplaires dans la cellule, alors que l'ADN mitochondrial (ADNmt) peut être présent en dizaines, voire en plusieurs milliers d'exemplaires, notamment dans les cellules cardiaques ou musculaires en général.
La taille de l'ADN nucléaire, plus volontiers appelée taille du génome, est beaucoup plus importante que celle des autres types d'ADN. L'ADN nucléaire humain contient par exemple plus de 3,4 milliards de paires de bases, alors que l'ADN mitochondrial n'en contient que 16 000 environ,.
Le code génétique codé par l'ADN nucléaire lui est propre. Il diffère de celui codé par l'ADN mitochondrial, qui relève généralement de l'hérédité non mendélienne. Les produits de cet ADN (à savoir les différents ARNs) peuvent sortir du noyau pour se retrouver dans le cytosol, alors que les ARN transcrits à partir des gènes mitochondriaux et les protéines traduites de ces ARN restent exclusivement confinés dans les mitochondries[réf. nécessaire].